# Homozeugos
Homozeugos là một chi thực vật có hoa trong họ Hòa thảo (Poaceae).

## Loài
Chi Homozeugos gồm các loài: